# 525 v. Chr.
Portal Geschichte | Portal Biografien | Aktuelle Ereignisse | Jahreskalender | Tagesartikel

◄ |
7. Jahrhundert v. Chr. |
6. Jahrhundert v. Chr. |
5. Jahrhundert v. Chr. |
►

◄ | 540er v. Chr. | 530er v. Chr. | 520er v. Chr. | 510er v. Chr. |
500er v. Chr. |
►

◄◄ | ◄ | 528 v. Chr. | 527 v. Chr. | 526 v. Chr. | 525 v. Chr. |
524 v. Chr. |
523 v. Chr. |
522 v. Chr. |
► |
►►

## Ereignisse

### Politik und Weltgeschehen
- Mai: In der Schlacht bei Pelusium besiegt Perserkönig Kambyses II. auf dem Sinai die Truppen des altägyptischen (saïtischen) Pharaos Psammetich III. und erobert Ägypten.
- Kleisthenes wird unter dem Tyrannen Hippias Archon von Athen.
- Laut Herodot lässt Kambyses II. vor dem Ägyptenfeldzug seinen Bruder Bardiya ermorden. Der Wahrheitsgehalt dieser Behauptung ist unklar.

### Kultur
- Die ersten Werke des attischen Vasenmalers Psiax entstehen.

### Natur und Umwelt
- 17. September: Der Stern Antares wird zum vorläufig letzten Mal durch einen Planeten, die Venus, bedeckt. (Die nächste Bedeckung wird erst wieder im Jahr 2400 erfolgen.)

## Geboren
- Aischylos, griechischer Tragödiendichter († 456 v. Chr.)

## Gestorben
- Psammetich III., ägyptischer Pharao